# Weldon, Arkansas
Weldon là một thị trấn thuộc quận Jackson, tiểu bang Arkansas, Hoa Kỳ. Năm 2010, dân số của thị trấn này là 75 người.

## Dân số
- Dân số năm 2000: 100 người.
- Dân số năm 2010: 75 người.